# Aemilian Edlauer
Aemilian Edlauer (* 28. Juli 1882 in Weidling; † 1. März 1960 in Wien) war ein österreichischer Malakologe und Mollusken-Sammler.

## Leben
Edlauer war beruflich als Konsulent der Donau-Save-Adria-Eisenbahn Gesellschaft tätig.
Edlauer erforschte als Malakologe Weichtiere (Mollusca) und sammelte deren Schalen. Er half zahlreichen anderen Forschern, war aber selbst nur an zwei Publikationen beteiligt. Er war seit 1950 Korrespondent des Naturhistorischen Museum in Wien, dem er testamentarisch seine Sammlung vermachte.

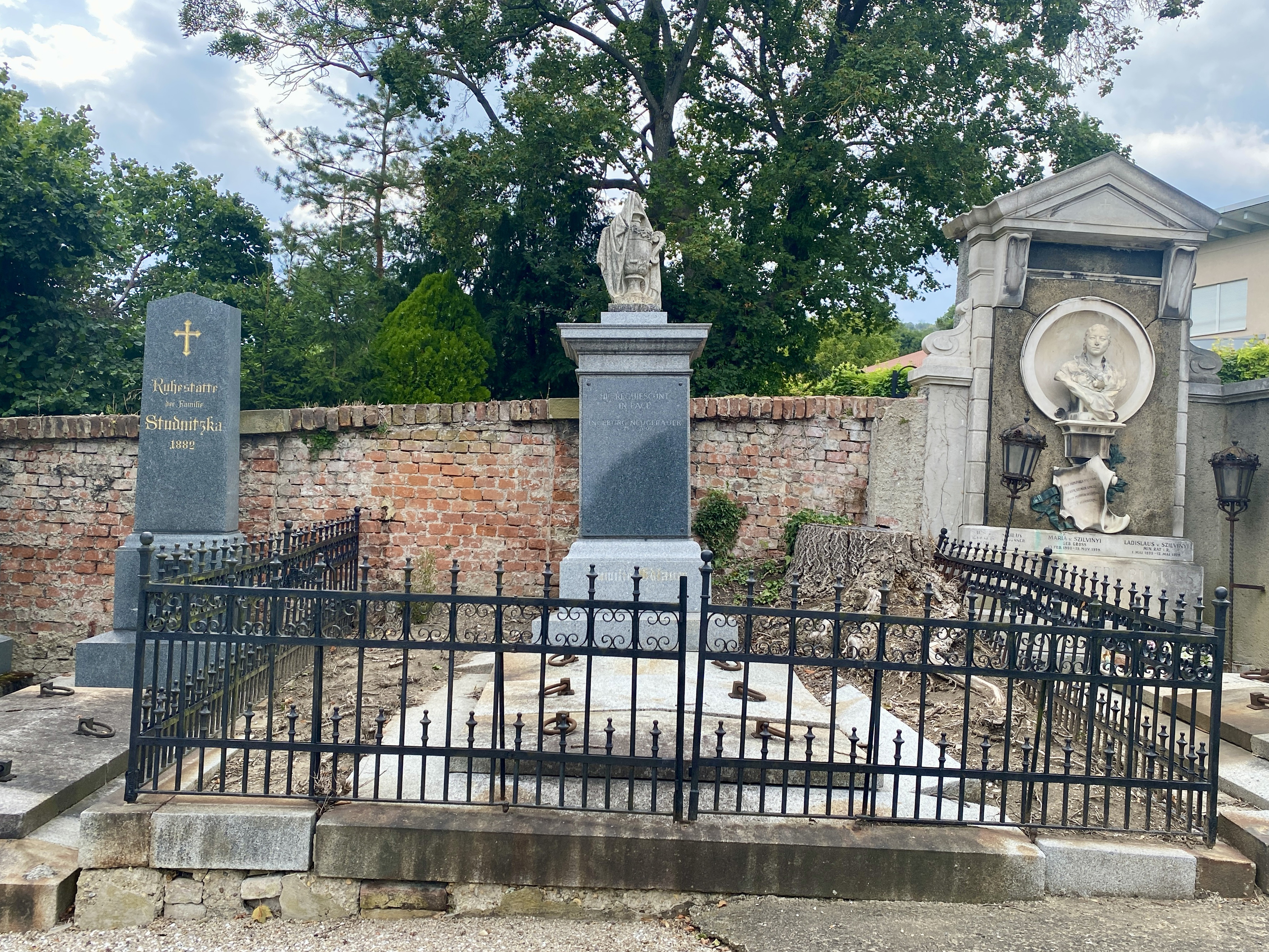
Grab von Aemilian Edlauer

Er wurde auf dem Weidlinger Friedhof bestattet.

## Veröffentlichungen
- mit Wilhelm August Wenz: Die Molluskenfauna der oberpontischen Süßwassermergel vom Eichkogel bei Mödling. In: Archiv für Molluskenkunde, 74, 1942, S. 82–98.
- Konchyliologische Bestimmungen und Beschreibungen. In: Ergebnisse der Österreichischen Iran-Expedition 1949/50 - Beiträge zur Kenntnis der Molluskenfauna des Iran. In: Sitzungsberichte der Akademie der Wissenschaften. Mathematisch-naturwissenschaftliche Klasse 166, 1957, S. 435–494 (zobodat.at [PDF; 10,2 MB]).